# Blygrå brödkorgssvamp
Blygrå brödkorgssvamp (Cyathus olla) är en svampart som först beskrevs av August Johann Georg Karl Batsch, och fick sitt nu gällande namn av Christiaan Hendrik Persoon 1801. Enligt Catalogue of Life ingår Blygrå brödkorgssvamp i släktet Cyathus,  och familjen Agaricaceae, men enligt Dyntaxa är tillhörigheten istället släktet Cyathus,  och familjen brödkorgsvampar. Arten är reproducerande i Sverige. Inga underarter finns listade i Catalogue of Life.

## Källor

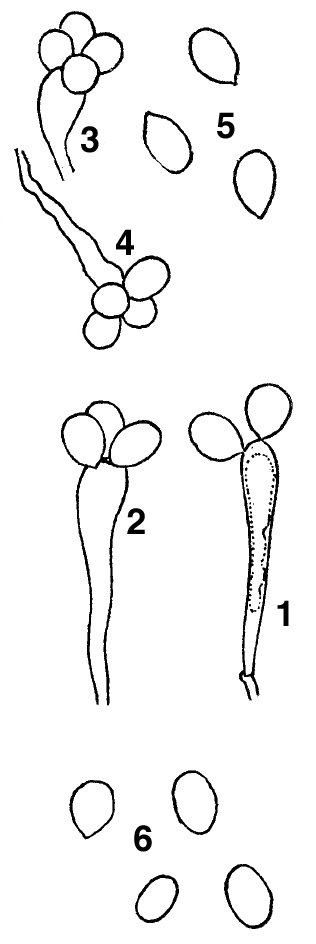
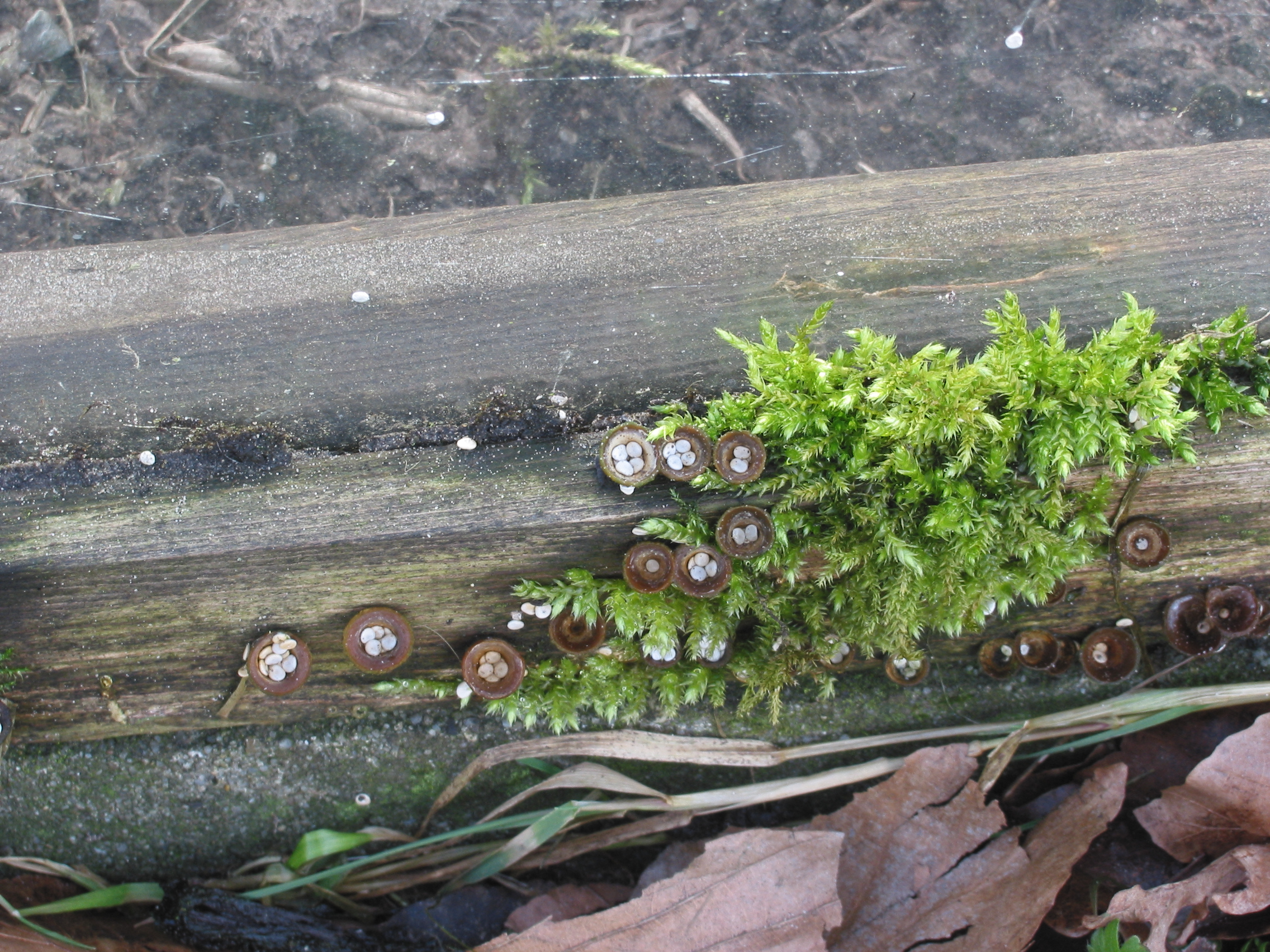
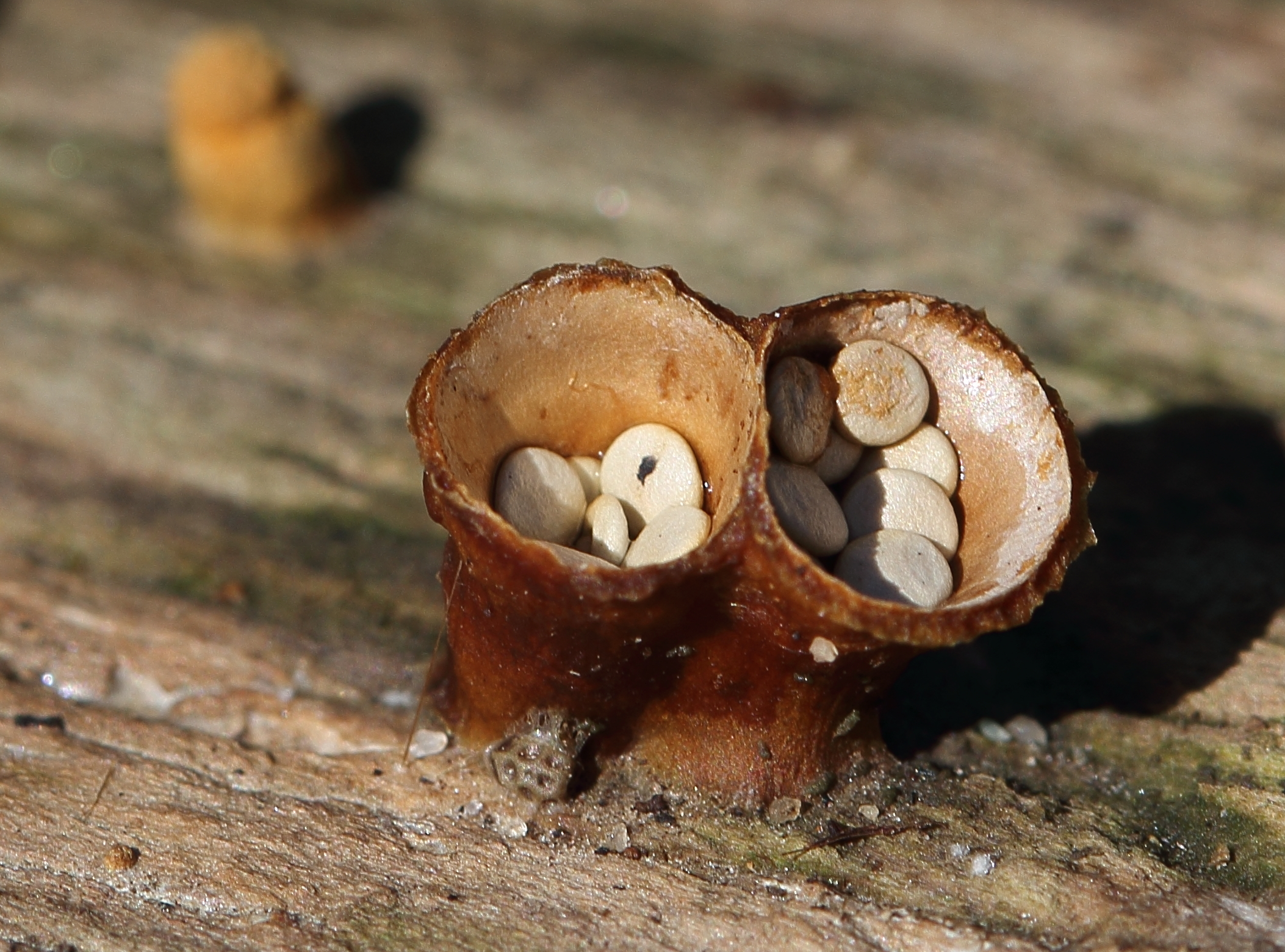